# علي فايز
علي فايز عطية (مواليد 9 سبتمبر 1994) لاعب كرة قدم عراقي بمركز الدفاع ولد في بغداد في العراق، ويبلغ طوله 180 سم، يلعب حاليًا لصالح نادي القادسية في الدوري الكويتي. لعب مع المنتخب العراقي للشباب في كأس أمم آسيا للشباب في 2012 وحقق معه المركز الثاني في البطولة. وفي كأس العالم للشباب 2013 في تركيا وحقق معه المركز الرابع وسجل هدفين فيها أولها ضد إنكلترا وثانيها على المنتخب الكوري الجنوبي. بداية مسيرته كانت مع نادي الصناعة العراقي وثم انتقل إلى نادي الكرخ. وفي 2013 انتقل إلى نادي أربيل العراقي وحقق معه المركز الثاني في الدوري العراقي وفي صيف 2016 انتقل اللاعب إلى نادي ريزا سبور التركي ليلعب رفقة مواطنيه علي حصني وضرغام إسماعيل و أُعير إلى نادي الخريطيات القطري عام 2018.

## إحصائيات
آخر تحديث 10 أيلول 2018.
| الفريق                     | عدد المباريات | عدد الأهداف |
| -------------------------- | ------------- | ----------- |
| المنتخب العراقي تحت 20 سنة | 13            | 2           |
| المنتخب العراقي تحت 23 سنة | 4             | 1           |
| المنتخب العراقي            | 19            | 3           |
| المجموع                    | 36            | 6           |

### أهداف دولية
| #  | التاريخ             | المكان                       | الخصم  | التسجيل | النتيجة | المنافسة               |
| -- | ------------------- | ---------------------------- | ------ | ------- | ------- | ---------------------- |
| 1. | 26 كانون الأول 2017 | ملعب نادي الكويت، الكويت     | قطر    | 1–1     | 2–1     | كأس الخليج العربي 2017 |
| 2. | 29 كانون الأول 2017 | ملعب نادي الكويت، الكويت     | اليمن  | 2–0     | 3–0     | كأس الخليج العربي 2017 |
| 3. | 10 أيلول 2018       | ملعب علي صباح السالم، الكويت | الكويت | 2–1     | 2–2     | مباراة ودية            |

## الجوائز والإنجازات

### الجماعية
العراق
- كأس الخليج العربي (1): 2023

## روابط خارجية
- علي فايز علي على موقع اتحاد تركيا (لاعب) (الإنجليزية)
- علي فايز علي على موقع قاعدة بيانات كرة القدم.إي يو (الإنجليزية)
- علي فايز علي على موقع ناشيونال فوتبول تيمز (الإنجليزية)
- علي فايز علي على موقع Soccerway.com (الإنجليزية)
- علي فايز علي على موقع عالم كرة القدم.نت (الإنجليزية)
- علي فايز علي على موقع كووورة
- علي فايز علي على موقع أوليمبيديا (الإنجليزية)